# 楊方盛
楊方盛（1590年3月25日—1660年），字戒夫，别號大豫，雲南鶴慶府民籍，明朝政治人物。

## 生平
萬曆四十四年（1616年）丙辰科進士，初授大冶县知县。擢御史，天启初巡按河南。又按长庐盐政。补选京畿道御史，升太仆寺少卿，提督西路马政。改右通政、应天府尹。崇祯十五年（1642年）升南京户部右侍郎兼僉都御史，总督粮储。明年告老还乡，卒年七十一岁。

## 家族
父提，舉人，署鳳陽縣教諭。母李氏，継母高氏。娶李氏，継娶陽氏，子胤禎、胤祥、胤祜、胤祚。

## 引用
1. ↑  《萬曆四十四年丙辰科進士序齒録》：庚寅年二月二十一日生，丙午鄉試第十九名，會試第十一名，廷試三甲二百四十五名。兵部觀政。曾祖從宜。祖廷梧，貢生。伯抡，万历四十一年进士。父提，舉人，署鳳陽縣教諭。母李氏，継母高氏。娶李氏，継娶陽氏，子胤禎、胤祥、胤祜、胤祚。